# Općina Mokronog – Trebelno
Općina Mokronog-Trebelno (slo.: Občina Mokronog-Trebelno) je općina u jugoistočnoj Sloveniji u pokrajini Dolenjskoj i statističkoj regiji Jugoistočna Slovenija. Središte općine su naselja Mokronog sa 700 i Trebelno sa 110 stanovnika. Općina Mokronog-Trebelno nastala je 1. ožujka 2006. izdvajanjem iz općine Trebnje.

## Naselja u općini
Beli Grič, Bitnja vas, Bogneča vas, Brezje pri Trebelnem, Brezovica pri Trebelnem, Bruna vas, Cerovec pri Trebelnem, Cikava, Dolenje Laknice, Dolenje Zabukovje, Drečji Vrh, Češnjice pri Trebelnem, Čilpah, Čužnja vas, Gorenja vas pri Mokronogu, Gorenje Laknice, Gorenje Zabukovje, Gorenji Mokronog, Hrastovica, Jagodnik, Jelševec, Križni Vrh, Log, Maline, Martinja vas pri Mokronogu, Mirna vas, Mokronog, Most, Ornuška vas, Ostrožnik, Podturn, Pugled pri Mokronogu, Puščava, Radna vas, Ribjek, Roje pri Trebelnem, Slepšek, Srednje Laknice, Sv. Vrh, Štatenberk, Trebelno, Velika Strmica, Vrh pri Trebelnem

## Vanjske poveznice
- Službena stranica općine